# Liévin Lerno
Liévin Lerno (nascido em 3 de outubro de 1927) é um ex-ciclista de estrada belga. Competiu como representante de seu país nos Jogos Olímpicos de Verão de 1948, onde foi o vencedor e recebeu a medalha de ouro no contrarrelógio por equipes, junto com Lode Wouters, Léon De Lathouwer e Eugène Van Roosbroeck. Em 1948 conquistou a medalha de prata no Campeonato Mundial UCI de Ciclismo em Estrada.